# Волколата
Волколата (бел. Валкалата, Ваўкалата) — агрогородок в Докшицком районе Витебской области Беларуси, центр Волколатского сельсовета. 

## География
Агрогородок находится в 26 км к северо-западу от райцентра, города Докшицы. Волколата находится близ границы с Мядельским районом Минской области. Через деревню проходит шоссе Р86 Докшицы — Мядель. Ближайшая ж/д станция находится в 18 км к юго-востоку в агрогородке Парафьяново (линия Полоцк — Молодечно). Через село течёт небольшая река Поточанка, приток Сервечи (бассейн Немана).

## Население
- 1999 год — 389 человек
- 2009 год — 328 человек
- 2019 год — 264 человек

## Достопримечательности
- Костёл Святого Иоанна Крестителя. Построен в конце XIX века в необарочном стиле. Включён в Государственный список историко-культурных ценностей Республики Беларусь[2]. Примечателен также тем, что действовал с момента постройки и не закрывался даже в годы советской власти[3]
  - Квадратная отдельно стоящая колокольня (конец XIX — начало XX века). Колокольня двухъярусная, первый ярус выложен бутовым камнем, второй — кирпичный
  - Кирпичные ворота (брама) и ограда (конец XIX — начало XX века
- Старинное здание корчмы
- Усадьба (XIX век). Усадебный дом не сохранился, от усадьбы сохранились только три хозпостройки
- Кладбище польских солдат